# Dąbrowa (Opole)
Dąbrowa è un comune rurale polacco del distretto di Opole, nel voivodato di Opole.
Ricopre una superficie di 130,84 km² e nel 2004 contava 9 523 abitanti.